# 바실리 3세
바실리 3세 이바노비치(러시아어: Василий III Иванович, 1479년 3월 25일 ~ 1533년 12월 3일)는 모스크바 대공국의 대공(재위: 1505년 11월 6일 ~ 1533년 12월 3일)이다.

## 생애

### 출생과 보위 등극
이반 3세 모스크바 대공의 3남 5녀 가운데 첫째 아들로 태어났다. 1505년 이반 3세의 뒤를 이어 모스크바 대공으로 즉위했다.

### 대외적 성향 치적
대외적으로는 자신의 아버지인 이반 3세의 뒤를 이어 모스크바 대공국의 영토를 확장했다. 1510년에는 프스코프 공화국, 1513년에는 볼로콜람스크, 1521년에는 랴잔 대공국, 1522년에는 노우호로드시베르스키를 모스크바 대공국에 편입시켰다. 1512년부터 1514년까지는 리투아니아가 차지하고 있던 동부의 요새인 스몰렌스크를 장악했다.

### 대내적 성향 치적
대내적으로는 봉건제를 지지하던 반대파들과의 권력 투쟁을 벌이고 있던 동방 정교회를 지지했다. 재위 기간 동안에는 보야르들과 제후들이 받고 있던 일반 특권과 면책특권이 일부 제한되었고 젠트리의 부농 제도가 향상되었다.
| 전임 이반 3세 | 모스크바 대공 1505년 11월 6일 ~ 1533년 12월 3일 | 후임 이반 4세 |